# Национальная цифровая библиотека Индии
Национальная цифровая библиотека Индии (National Digital Library of India, NDLI) — электронная библиотека в Интернете, созданная Министерством развития человеческих ресурсов Индии. Библиотека объединяет несколько национальных и международных электронных библиотек в рамках единого веб-портала. Библиотека предоставляет бесплатный доступ ко многим изданиям на английском и индийском языках, включая урду и персидский.
В экспериментальном режиме библиотека функционирует с 2016 года, а с 2018 года её портал находится в промышленной эксплуатации. На начало 2019 года она включает свыше 21 млн информационных материалов, в том числе 150 тысяч изданий на английском языке.
За функционирование библиотеки отвечает Индийский институт технологии (Харагпур).